# Labichea obtrullata
Labichea obtrullata är en ärtväxtart som beskrevs av James Henderson Ross. Labichea obtrullata ingår i släktet Labichea och familjen ärtväxter. Inga underarter finns listade i Catalogue of Life.